# Pterella eos
Pterella eos är en tvåvingeart som beskrevs av Nesbitt 1976. Pterella eos ingår i släktet Pterella och familjen köttflugor.
Artens utbredningsområde är Madagaskar. Inga underarter finns listade i Catalogue of Life.